# Once (álbum de Nightwish)
Once (en español «Una vez») es el quinto álbum de la banda finesa de metal sinfónico Nightwish, lanzado el 7 de junio del 2004 por Nuclear Blast. Spinefarm Records también lanzó una edición platino de este álbum el 24 de noviembre de 2004, que además de las canciones originales incluye los temas «Live to Tell the Tale», «White Night Fantasy» y el vídeo de «Nemo» dirigido por Antti Jokinen. Para este disco Tuomas Holopainen decidió contratar a una orquesta que acompañase a la banda: la elegida fue la célebre Orquesta Filarmónica de Londres, cuyos músicos grabaron todas sus partes en tan solo ocho horas en el estudio. Once supuso el último trabajo con Tarja Turunen, que acto seguido fue despedida mediante una carta abierta escrita por Tuomas.
Durante su primera semana de lanzamiento, Once entró en el número uno en Grecia, Noruega, Finlandia, y Alemania además en ese país vendió 80 000 copias. En mayo, «Nemo» fue el primer sencillo en ser lanzado, seguido de «Wish I Had an Angel» en septiembre, «Kuolema tekee taiteilijan» en noviembre y «The Siren» en julio de 2005.
En 2005, después de más de ciento treinta actuaciones, la banda terminó la gira «Once Upon a Tour» con un concierto en Helsinki, en una presentación ante más de 11 500 personas que fue grabada para un DVD titulado End of an Era se lanzó el 1 de junio de 2006. De todos modos, a finales de 2005, Once obtuvo triple disco platino en Finlandia y otro de platino en Alemania. A partir de 2013, se han vendido 2,3 millones de copias en todo el mundo, siendo el álbum más exitoso de Nightwish hasta la fecha.

## Composición

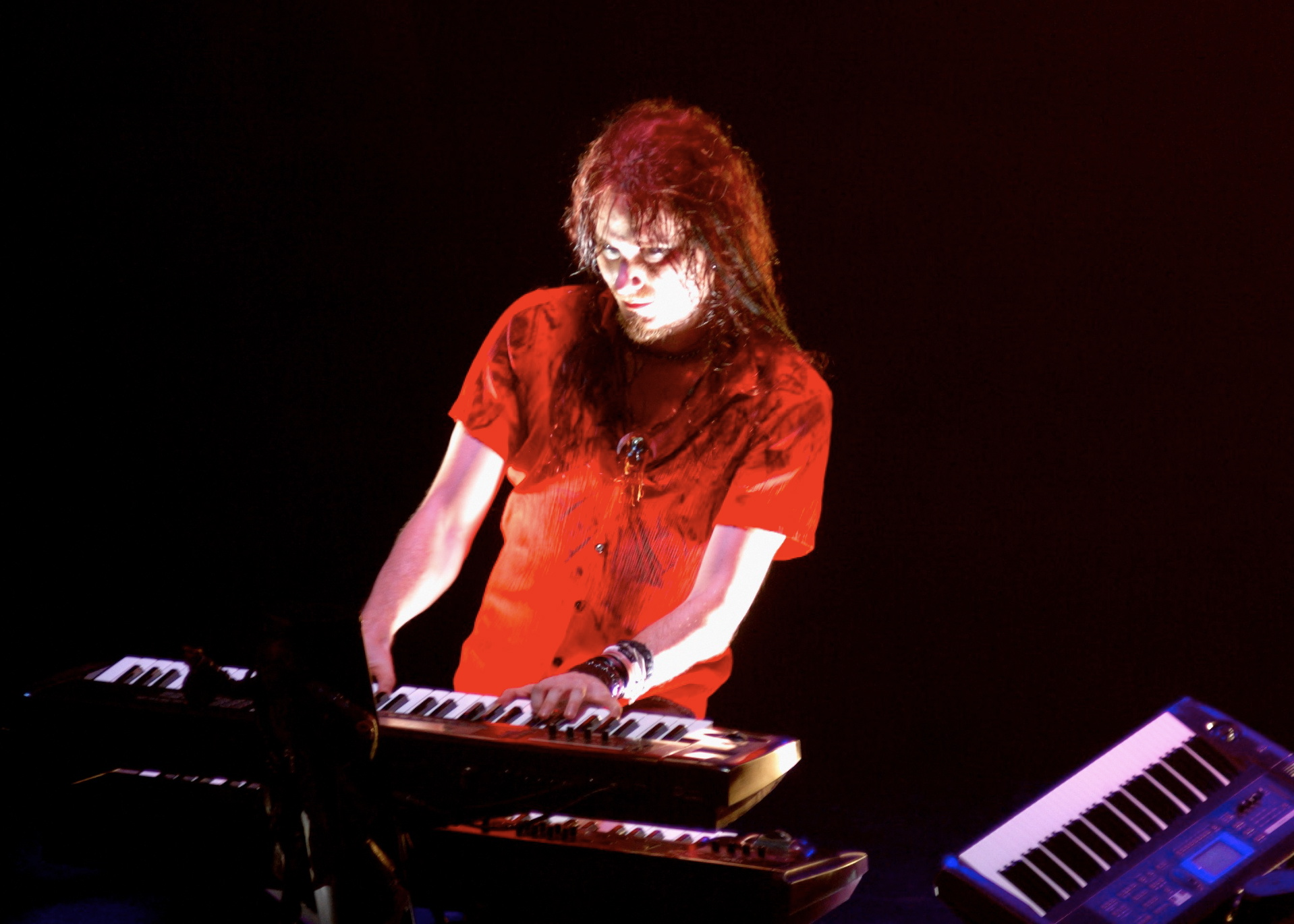
El tecladista de Nightwish, Tuomas Holopainen, es el principal productor de todos los álbumes del grupo.

Al igual que en todos los álbumes de Nightwish, Tuomas fue el principal compositor, aunque Emppu y Marko también hicieron algunas contribuciones. Para Tuomas, la canción más destacada es «Higher Than Hope», que está dedicada a su amigo estadounidense Marc Brueland, quien falleció en 2003 de cáncer de hígado. Para «Creek Mary's Blood» se inspiró en el libro homónimo del escritor Dee Brown, uno de los favoritos de Tuomas y cuenta con un poema declamado que el tecladista escribió sobre el asesinato de indios y nativos americanos en su propia tierra. «Nemo» refleja una sensación de vacío en el mundo, «Kuolema Tekee Taiteilijan» (La muerte nace al artista) habla de la fama en sí; fue escrita originalmente en inglés, pero en el último momento Tuomas decidió lanzarla en finés. Comentó que escribir canciones cortas resulta extremadamente difícil ya que «Nemo» llevó meses para dejarla lista, mientras que canciones más extensas, como «Creek Mary's Blood» y «Ghost Love Score» fueron terminadas en uno o dos días. «Planet Hell» es una canción de carácter más religioso y mitológico, ya que habla de El barquero, en referencia a Caronte, personaje de la mitología griega que transporta las almas de los muertos y de Gea, la diosa griega de la Tierra y madre de los dioses del Olimpo. La canción también trata sobre Dios y el arca de Noé. «Ghost Love Score» habla sobre las penas de amor y sobre la gente que lo pierde todo por amar a quien no debe.

## Producción

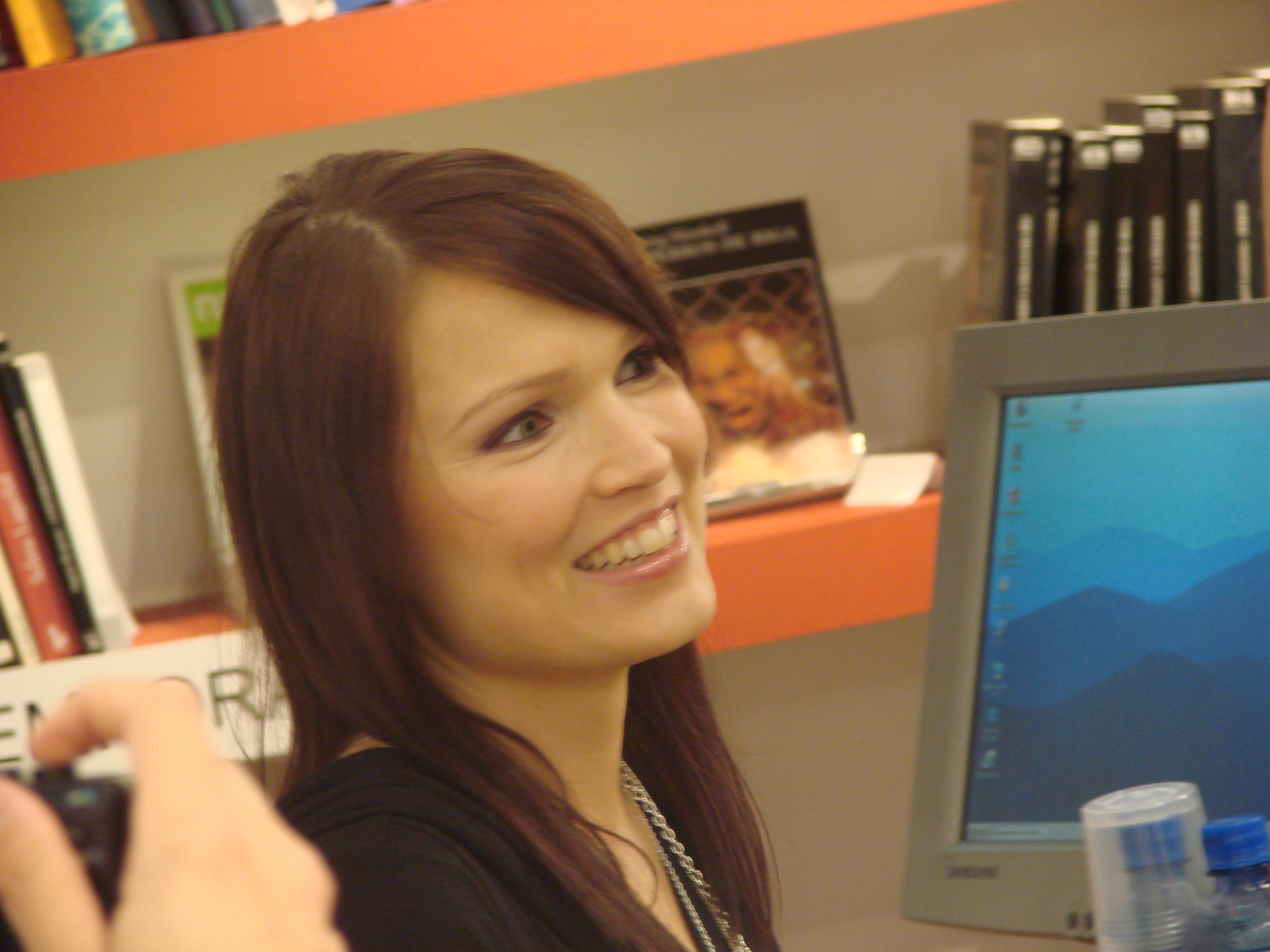
Once fue el último álbum de Tarja Turunen.

Once comenzó su producción en octubre de 2003, las maquetas de las canciones fueron terminados en noviembre, después de ser publicado por el baterista de la banda Jukka Nevalainen el cual es siempre el primero en grabar. Según el productor del álbum, Tero Kinnunen algunos registros vocales de las maquetas terminaron incorporándose en la grabación final del álbum. Jukka grabó en el Klaus K Hotel en Helsinki, con un material diferente del que había utilizado antes porque perdió parte del equipo durante los shows en Suiza. Marco grabó el bajo en Kitee, la ciudad natal de la banda en el estudio tradicional Finnvox, junto con Emppu grabando las guitarra.
Las sesiones de la Orquesta Filarmónica de Londres dirigida por Pip Williams fueron grabadas en el Phoenix Studios en Londres. Según Tuomas, en solo ocho horas, los músicos ya habían probado y aprendido sus instrumentos, terminando el trabajo al día siguiente. Él también usó los estudios en Londres para grabar los teclados. Las voces finales fueron grabadas en febrero de 2004 en los estudios Finnvox con Tarja usando su voz de maneras diferentes a las anteriores, logrando siempre resultados satisfactorios, a excepción de una pista adicional que fue descrita por la banda como un desastre, pero el título de la canción nunca fue revelado.
El proceso de mezcla fue a finales de febrero, más de £250 000 euros se gasto para al álbum, siendo el más caro en la historia de Finlandia junto a Dark Passion Play el costo fue de £500 000 euros.

## Recepción
El álbum recibió buenas críticas por la prensa especializada. En un artículo publicado antes del lanzamiento Ene Jaedike de la revista Hard Rock redacto «claramente el trabajo más progresista de los finlandeses» y destacó «el equilibrio de las partes orquestales y los instrumentos metaleros fue lo más difícil que Nightwish haya grabado». La revista también lo añadió en el 2005 en la categoría Los 500 grandes álbumes de Rock y Metal de todos los tiempos. Obtuvo una calificación de 6.5/10 por parte de Metal Storm la revista expresó «me gusta el sonido nostálgico, pero cuando escuche Oceanborn y Wishmaster, ciertamente sus dos obras maestras, y luego Once no te atrevas a decirme que es el mismo nivel. En realidad las mejores partes son cuando canta Hietala. Trae un poco de cambio, sobre todo porque yo también estoy un poco decepcionado con la voz de Tarja, que no suena tan poderosa como antes. Esta es la razón de la baja calificación». El sitio web Sputnikmusic resumio «hay elementos sinfónicos llevados al máximo, este disco presenta algunas de las mejores partes del género de metal. Nightwish demuestra que son maestros musicales de su género».

### Gira

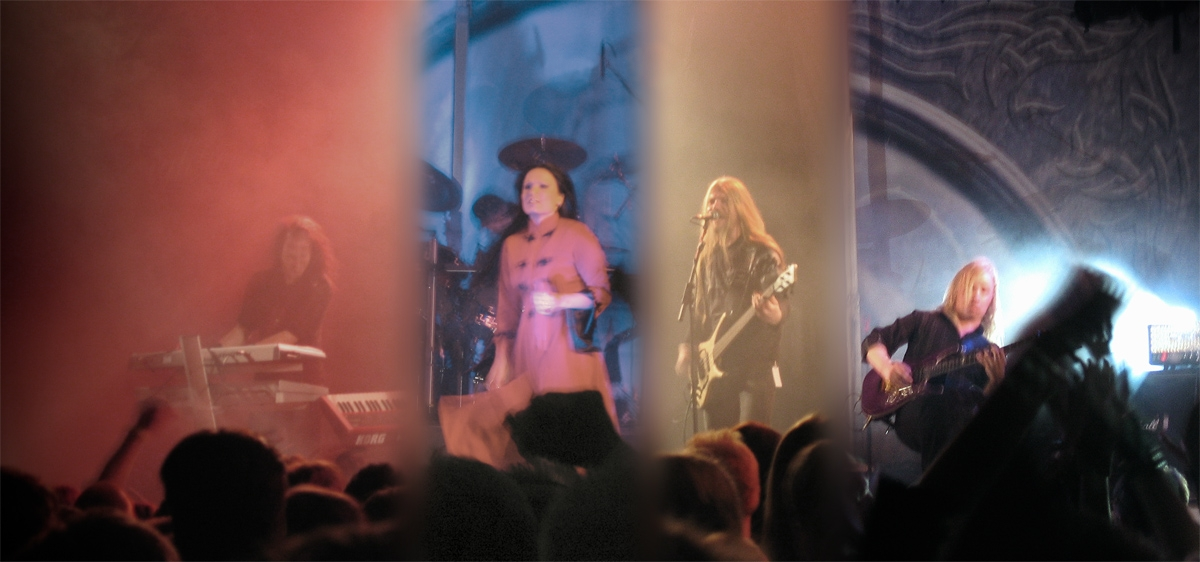
La banda en vivo Kitee en 2004

Para su promoción, Nightwish realizó el «Once Upon a Tour», con esta gira se presentaron por primera vez en varios países, entre ellos Colombia, Ecuador, Escocia, Portugal, Japón y Australia, así como su primer recorrido por Estados Unidos y un tramo por América Latina con fechas en Argentina, Brasil, Colombia, Ecuador y México con un total de ingresos agotados. El 6 de agosto, Nightwish actuó en la apertura del Campeonato Mundial de Atletismo interpretando «Nemo», la presentación se transmitió en vivo por cientos de países de todo el mundo. En octubre la gira terminó en el estadio Hartwall Areena de Helsinki, la capital finlandesa.

## Recepción comercial
Durante la primera semana de lanzamiento de Once alcanzó el puesto uno en Finlandia, Noruega, Grecia, y en Alemania. También es el primer álbum de la banda en entrar en los Estados Unidos se posicionó en el puesto cuarenta y dos en la gráfica Billboard Top Heatseekers.
Vendió cien mil copias lo que otorga el triple disco de platino en Finlandia, en Alemania se comercializó 80 000 ejemplares en ese país obtuvo el disco platino, fue oro en Suecia y alcanzó el puesto uno también en Hungría. El sencillo «Nemo» se posicionó en la primera posición en Finlandia y Hungría, además llegó a los diez primeros puestos en tres países más.

## Lista de canciones
| N.º | Canciones                                   | Escritas por         | Duración |
| --- | ------------------------------------------- | -------------------- | -------- |
| 1.  | «Dark Chest of Wonders»                     | Holopainen           | 4:29     |
| 2.  | «Wish I Had an Angel»                       | Holopainen           | 4:06     |
| 3.  | «Nemo»                                      | Holopainen           | 4:36     |
| 4.  | «Planet Hell»                               | Holopainen           | 4:39     |
| 5.  | «Creek Mary's Blood» (feat. John Two-Hawks) | Holopainen           | 8:30     |
| 6.  | «The Siren»                                 | Holopainen, Vuorinen | 4:45     |
| 7.  | «Dead Gardens» (feat. Jouni Hynynen)        | Holopainen           | 4:28     |
| 8.  | «Romanticide»                               | Holopainen, Hietala  | 4:58     |
| 9.  | «Ghost Love Score»                          | Holopainen           | 10:02    |
| 10. | «Kuolema tekee taiteilijan»                 | Holopainen           | 3:59     |
| 11. | «Higher Than Hope» (feat. Marc Brueland)    | Holopainen. Hietala  | 5:35     |

Edición Internacional bonus tracks
| N.º | Canciones                                 | Escritas por | Duración |
| --- | ----------------------------------------- | ------------ | -------- |
| 12. | «White Night Fantasy» (Pista adicional)   | Holopainen   | 4:05     |
| 13. | «Live to Tell the Tale» (Pista adicional) | Holopainen   | 5:02     |

Edición Argentina bonus tracks
| N.º | Canciones                                                                     | Escritas por  | Duración |
| --- | ----------------------------------------------------------------------------- | ------------- | -------- |
| 14. | «Symphony of Destruction» (cover en directo de Megadeth, solo para Argentina) | Dave Mustaine | 4:20     |

## Posicionamiento en listas
| País            | Gráfica (2004)                          | Posición más alta |
| --------------- | --------------------------------------- | ----------------- |
| Alemania        | Media Control Charts                    | 1                 |
| Austria         | Top 40 Albums                           | 4                 |
| Bélgica         | Ultratop (Wallonia) Ultratop (Flanders) | 30 42             |
| Eslovaquia      | Slovakian Albums Chart                  | 1                 |
| Estados Unidos  | Top Heatseekers                         | 42                |
| Europa          | European Top 100 Albums                 | 1                 |
| Finlandia       | Finnish Albums Chart                    | 1                 |
| Francia         | French Albums Chart                     | 9                 |
| Grecia          | Greek Albums Chart                      | 1                 |
| Mundo           | World Top 40                            | 13                |
| Hungría         | Hungarian Albums Chart                  | 5                 |
| Noruega         | VG-lista                                | 1                 |
| Países Bajos    | MegaCharts                              | 11                |
| Polonia         | Polish Albums Chart                     | 16                |
| Reino Unido     | UK Rock Chart UK Albums Chart           | 8 102             |
| República Checa | Czech Albums Chart                      | 5                 |
| Suecia          | Svensktoppen                            | 3                 |
| Suiza           | Swiss Top 100 Albums                    | 4                 |

| País         | Gráficas (2005)      | Posición más alta |
| ------------ | -------------------- | ----------------- |
| Finlandia    | Finnish Albums Chart | 3                 |
| Países Bajos | MegaCharts           | 89                |
| Suecia       | Svensktoppen         | 45                |
| Suiza        | Swiss Top 100 Albums | 76                |

| País      | Empresa           | Certificaciones | Ventas   |
| --------- | ----------------- | --------------- | -------- |
| Alemania  | BVMI              | 3xOro           | 300 000+ |
| Austria   | IFPI Österreich   | Oro             | 10 000+  |
| Finlandia | Musiikkituottajat | 3xPlatino       | 107 288+ |
| Grecia    | IFPI Ελλάδα       | Oro             | 3 000+   |
| Noruega   | IFPI Noruega      | Oro             | 15 000+  |
| Suecia    | GLF               | Oro             | 30 000+  |
| Suiza     | IFPI Schweiz      | Oro             | 15 000+  |

## Créditos
- Tarja Turunen – cantante
- Emppu Vuorinen – Guitarras
- Marko Hietala – Bajo, cantante (2,4,6,8).
- Tuomas Holopainen – Teclados y Piano
- Jukka Nevalainen – Batería

### Invitados
- Marc Brueland - Vocalista
- Jouni Hynynen - Vocalista
- The Metro Voices - Coro
- Orquesta Filarmónica de Londres -Orquesta
- John Two-Hawks- Flautas, voz en «Creek Mary's Blood»
- Olli Halonen- Guitarra en «Creek Mary's Blood»
- Sami Layi -Sitar en «The Sirens y «Ghost Love Score»
- The GME Choir - Coro